# Тарнерова награда
Тарнерова награда (енгл. Turner Prize) названа по енглеском сликару Вилијаму Тарнеру, је британаска годишња награда основана 1984. која се у Лондону додјељује британским умјетницима. 
Између 1991. и 2016. године, само умјетници млађи од 50 година су имали право да буду награђени, али ово ограничење је уклоњено 2017. Награда се додјељује у Тејт галерији сваке друге године. Од свог почетка 1984. постала је највише рекламирана умјетничка награда у Великој Британији, а сама церемонија награђивања буде представљена у свом медијима
Од 2004. године, новчана награда је утврђена на 40.000 фунти. Било је различитих спонзора, укључујући ТВ канале. Истакнути догађај у британској култури, награду су додијељивале различите познате личности: 2006. године Јоко Оно, а 2012. Џуд Ло.
Награду прате и неке контроверзе, углавном везане за награђена дјела, као у случају дјела „Физичка немогућност смрти у уму неког живог” – ајкула у формалдехиду Дејмијена Херста – и „Мој кревет”, наиме стварни разбарушени кревет Трејси Емин. Контроверзе су пристизале и из других праваца, укључујући критике дјела такмичара за награду које је изрекао министар културе Ким Хауелс, псовку почасног госта (Мадоне), судију награде Лину Барбер која је о награди писала у штампи и приче сер Николаса Серота о куповини дјела такмичара.